# Didelotia minutiflora
Didelotia minutiflora är en ärtväxtart som först beskrevs av Auguste Jean Baptiste Chevalier, och fick sitt nu gällande namn av J.Leonard. Didelotia minutiflora ingår i släktet Didelotia och familjen ärtväxter. Inga underarter finns listade i Catalogue of Life.